# Altes Schloss Schnait
Das Alte Schloss Schnait (auch Unteres Schloss Schnait) ist ein Landadel-Schloss in Schnait, einem Stadtteil von Weinstadt im baden-württembergischen Rems-Murr-Kreis. Der gut erhaltene Adelssitz gehörte den Herren von Gaisberg und befindet sich in der Silcherstraße (Hausnummer 10 und 12).

## Architektur
Wegen seiner zwei Wohngebäude wird das Alte Schloss auch als Doppelschloss beschrieben. Das Hauptgebäude mit Flügel ist das Gebäude Silcherstraße 10. Im nordöstlichen Winkel der Anlage befindet sich ein zweites Wohngebäude mit Scheune (Silcherstraße 12). Ursprünglich war die ganze Anlage von einer rechteckigen Ringmauer umgeben. Diese ist an der Südseite auch zum Teil noch vorhanden.

## Geschichte
Nach Gerhard Fritz stammt die Anlage aus dem späten Mittelalter. Nach Adolf Schahl lässt sich die Geschichte des Baus bis in das Jahr 1518 zurückverfolgen. In grundherrlicher Beziehung war Schnait in zwei Teile geteilt. Den einen Teil besaßen zunächst die Dürner von Dürnau. Dieser Teil wurde mitsamt der Burg Schnait von den Herren von Gaisberg erworben. Den anderen Teil der Ortschaft hielten die Grafen von Württemberg und belehnten damit im Jahre 1366 Heinrich Rorbeck.
Am 15. Januar 1779 verkaufte Karl Johann Friedrich von Gaisberg das Alte und Neue Schloss mit Wald und allen zugehörigen Gütern an die Einwohner des Orts für 15.000 Gulden.

Nachfahren der Gaisberger leben in Großheppach und Schöckingen. Das Alte Schloss Schnait ist in Privatbesitz und kann nicht besichtigt werden.

Bilder
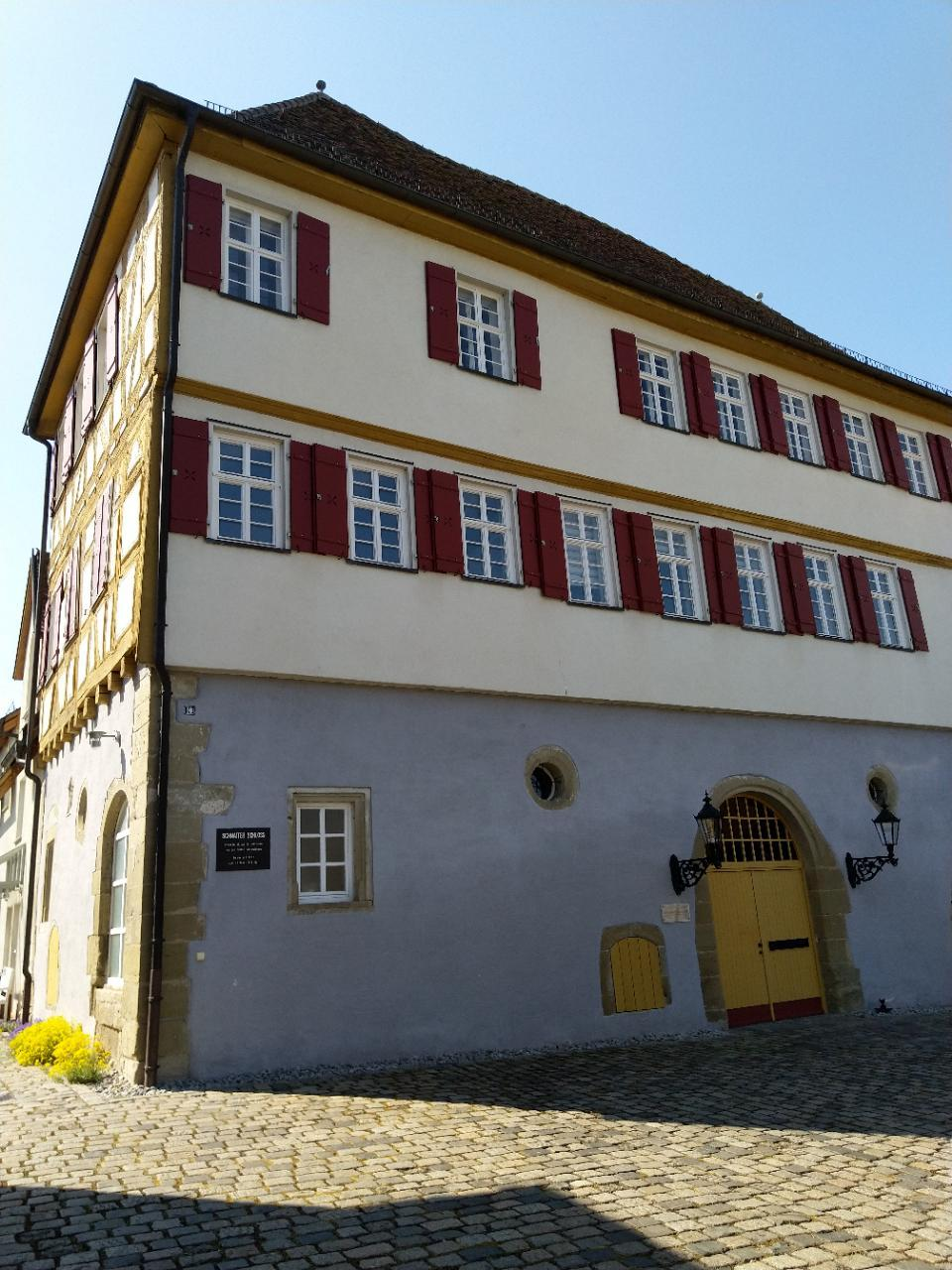
Haus Silcherstraße 10
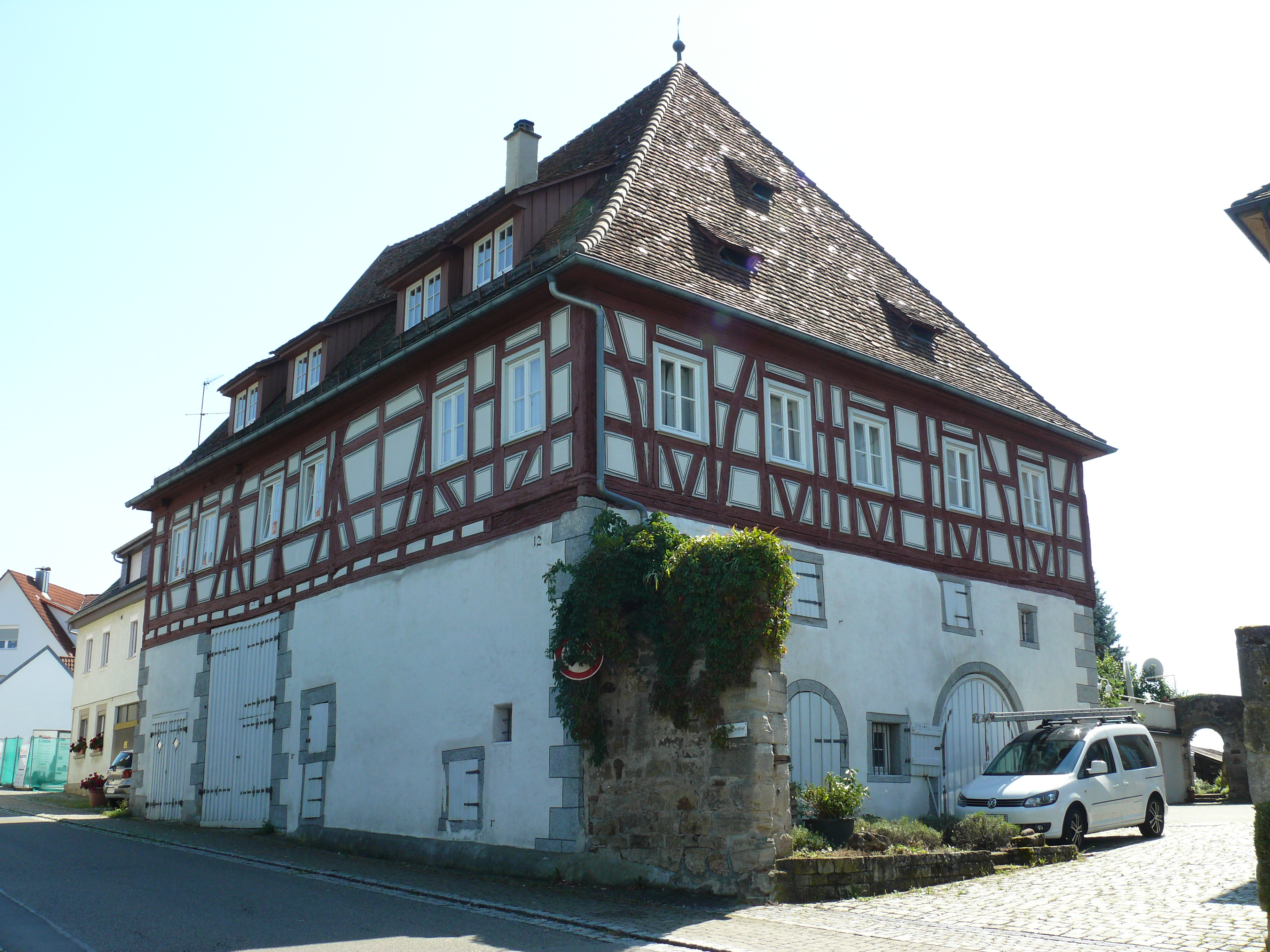
Haus Silcherstraße 12
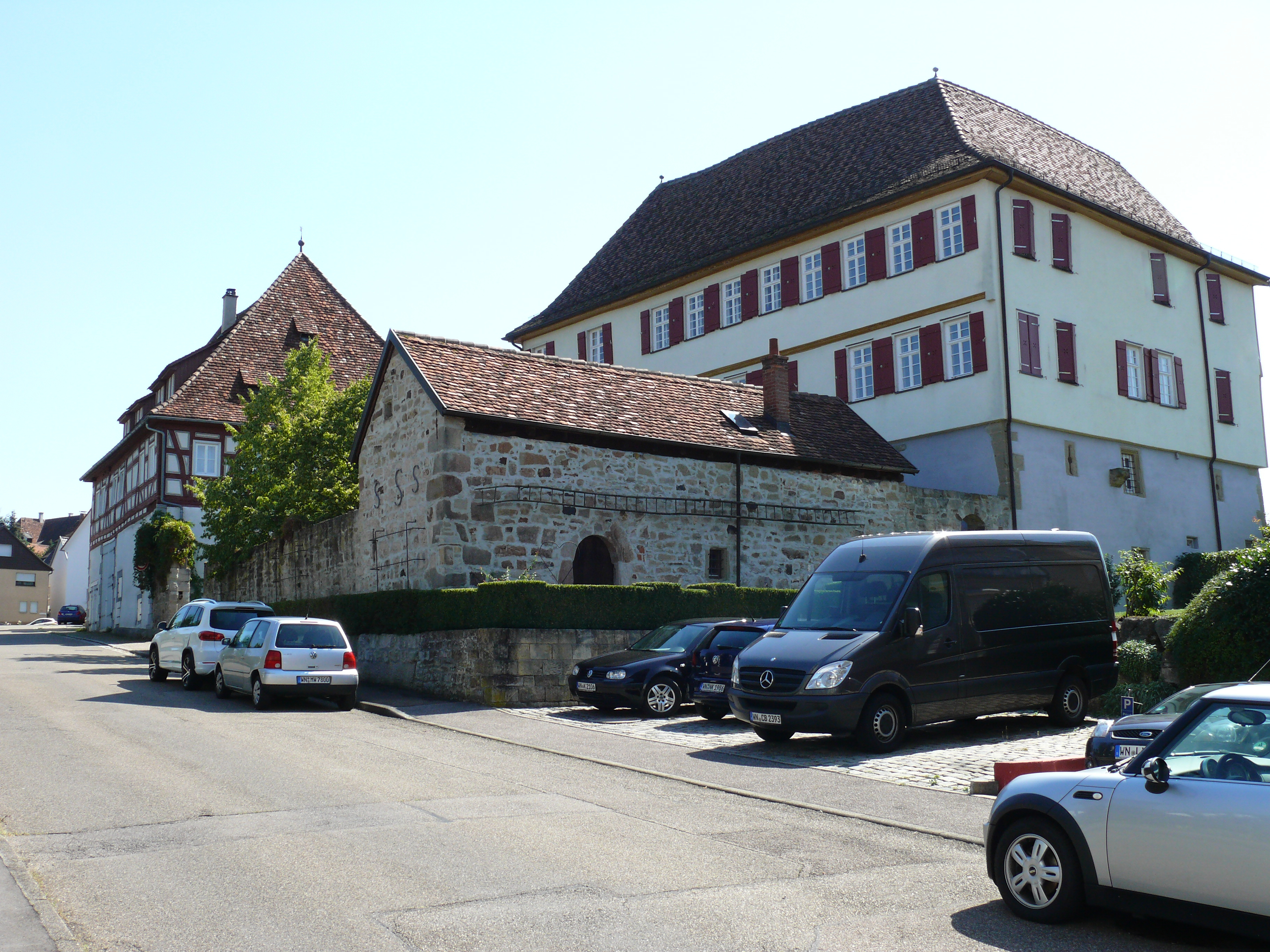
Nebengebäude
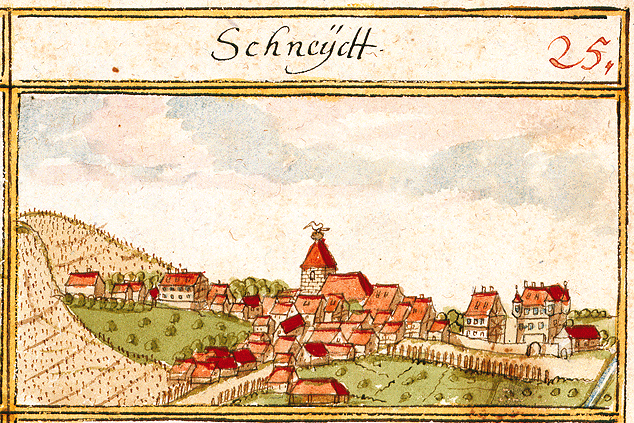
Ansicht von Schnait im 17. Jahrhundert
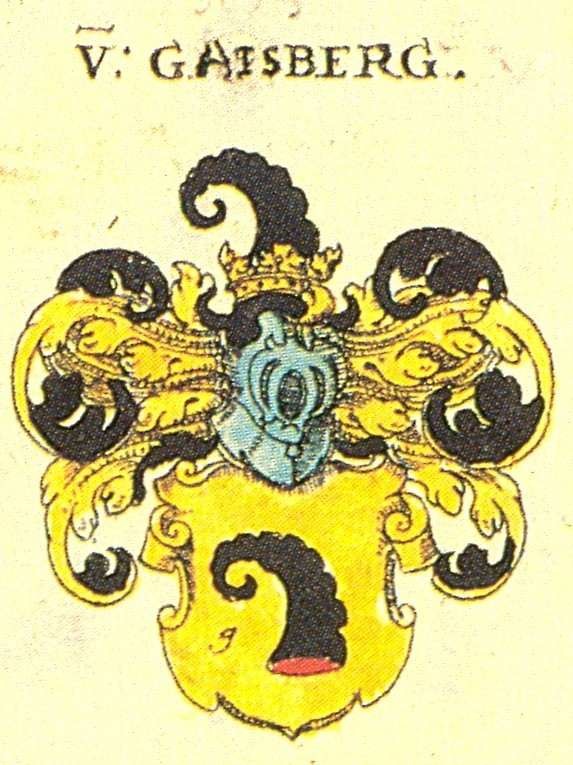
Wappen der Gaisberg aus Siebmachers Wappenbuch
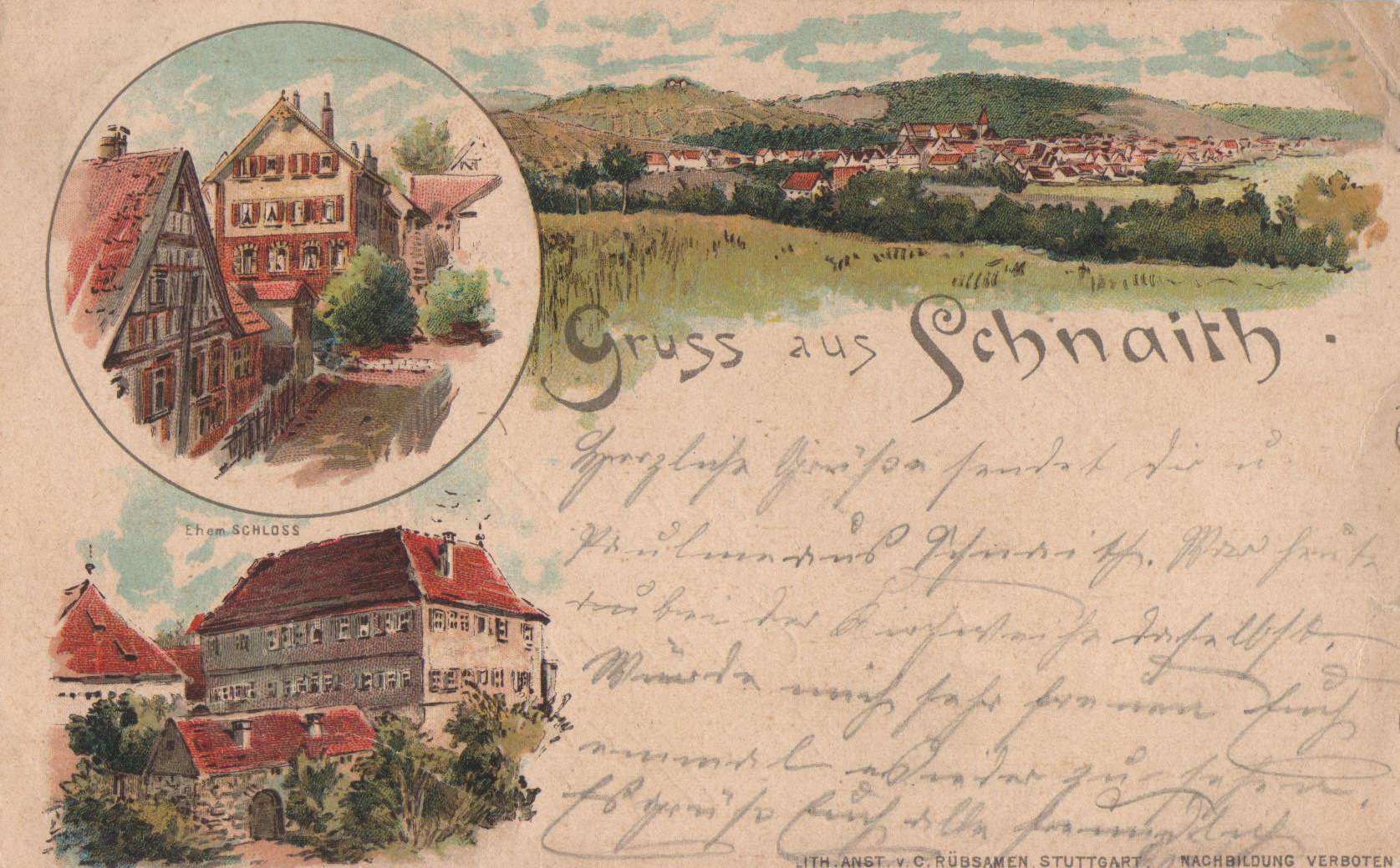
Postkarte mit dem ehemaligen Schloss